# Nacionalidad costarricense
La ley de nacionalidad costarricense está regulada por la Ley de Opciones y Naturalizaciones, que originalmente se denominó Ley de Inmigración y Naturalización y se estableció en virtud de la Constitución de 1949. Estas leyes determinan quién es o es elegible para ser ciudadano de Costa Rica. Los medios legales para adquirir la nacionalidad y la membresía formal en una nación difieren de la relación de derechos y obligaciones entre un nacional y la nación, conocida como ciudadanía. La nacionalidad costarricense generalmente se obtiene ya sea sobre el principio de ius soli, es decir, por nacimiento en Costa Rica; o bajo las reglas del ius sanguinis, es decir, por nacimiento en el extranjero de al menos uno de los padres con nacionalidad costarricense. También se puede otorgar a un residente permanente que haya vivido en Costa Rica por un período de tiempo determinado a través de la naturalización.

## Adquirir la nacionalidad costarricense
La nacionalidad costarricense se puede adquirir por nacimiento o por naturalización. Para obtener la naturalización se requiere ser mayor de edad de buena conducta y haber establecido domicilio en Costa Rica en los términos del artículo 14 de la Constitución. Se requiere que los solicitantes tengan una profesión o fuentes de ingresos suficientes para ser autosuficientes y mantener a su familia, no haber sido condenado por un delito grave ni reincidir en delitos mientras residían en Costa Rica, y tener suficiente conocimiento del español para leer, escribir y hablar el idioma y comprender la historia y la cultura del país.

### Por derecho de nacimiento
En los términos del artículo 13 de la Constitución y el artículo 1 de la Ley de Opciones y Naturalizaciones, son elegibles para la nacionalidad por nacimiento:
- Las personas nacidas en Costa Rica de padres costarricenses;
- Las personas nacidas en el extranjero, cuyo nacimiento fue inscrito en el Registro Civil por el progenitor cuando era menor de edad o por ellos mismos antes de cumplir los 25 años, de un progenitor que era nacional costarricense por derecho de nacimiento;
- Las personas nacidas en Costa Rica, cuyo nacimiento fue inscrito en el Registro Civil por el padre cuando era menor de edad o por ellos mismos antes de cumplir los 25 años, a padres extranjeros; o
- Expósitos de ascendencia desconocida.

### Por naturalización
El artículo 14 de la Constitución y el artículo 2 de la Ley de Opciones y Naturalizaciones, especifican quienes pueden naturalizarse. Incluyen:
- Las personas que hayan adquirido la nacionalidad en virtud de la legislación anterior;
- Los nacionales nacidos en Centroamérica, España u otros países latinoamericanos, que hayan establecido un domicilio de cinco años en Costa Rica y cumplan con los requisitos generales;
- Los nacionales naturalizados en Centroamérica, España u otros países latinoamericanos, que hayan establecido un domicilio de siete años en Costa Rica y cumplan con los requisitos generales;
- Las mujeres extranjeras que hayan perdido su nacionalidad por casarse con costarricense;
- Cónyuges extranjeros de costarricenses que opten por adquirir la nacionalidad en el país después de dos años de matrimonio y residencia en Costa Rica; o
- Personas concedidas la nacionalidad honorífica de la Asamblea Legislativa.

## Pérdida de la nacionalidad costarricense
La Ley N° 7514, que modificó el artículo 16 de la Constitución en 1995, establece que la nacionalidad costarricense es un derecho inalienable e irrenunciable. Sin embargo, la Sala Constitucional de la Corte Suprema de Justicia interpretó, en su sentencia 8268-03, que la irrenunciabilidad de la nacionalidad costarricense no es absoluta y que los costarricenses pueden renunciar a dicha nacionalidad si desean cambiarla por otra a condición de que la persona no quede apátrida.

## Doble nacionalidad
Los miembros del pueblo indígena Guaymí o Ngäbe fueron reconocidos como ciudadanos por nacimiento en 1990, a pesar del incumplimiento de los requisitos de registro para los ciudadanos por nacimiento de Costa Rica. La Corte Constitucional resolvió que no se trataba de extranjeros naturalizados, tal como habían sido tratados anteriormente por la Ley n.º 7024 de 1986, por circunstancias diferentes de los indígenas. La doble nacionalidad está permitida en Costa Rica desde la aprobación de la Ley N° 7514 en 1995.

## Historia
Costa Rica declaró su independencia de España el 15 de septiembre de 1821 junto con las demás provincias que habían formado parte de la Capitanía General de Guatemala. La primera constitución provisional del país, conocida como el Pacto de Concordia establecía que los ciudadanos eran hombres libres nacidos en el país o de las naciones vecinas que habían vivido en Costa Rica durante cinco años y se comprometieron a apoyar la independencia de España. Entre 1824 y 1838, el país formó parte de la República Federal de Centroamérica, cuyos estados constituyentes tenían leyes de nacionalidad similares. La constitución federal de la República de Centroamérica redactó en 1824 siempre que los nacionales nacieran en los territorios o fueran nacionales de los estados constituyentes. También dispuso la naturalización de los cónyuges extranjeros de nacionales. En los términos del Código General del Estado, que regulaba la materia civil y fue aprobada en 1841, la mujer casada estaba obligada a seguir el estatus de nacionalidad de su cónyuge. La segunda constitución adoptada en 1844 distinguía entre naturales, los nacidos en la nación o que habían estado en la nación al tiempo de la independencia, y los que podían naturalizarse. La naturalización estaba abierta a los ciudadanos centroamericanos, a los extranjeros que residieran en el país 3 años si tuvieran familia y 5 años si fueran solteros, y otros que tuvieran ocupaciones útiles o capital económico. La elegibilidad también dependía de la edad, el género y las restricciones de autosuficiencia económica. Posteriormente, Costa Rica adoptó nuevas constituciones en 1847, 1848, 1859, 1869, 1871 y 1917, que no cambiaron sustancialmente el esquema de nacionalidad establecido en la Constitución de 1844. La Constitución de 1847 preveía la naturalización por matrimonio con cónyuge costarricense.
Según la Constitución costarricense de 1871 era nacional el niño nacido en Costa Rica, que no tuviera nacionalidad extranjera derivada de ninguno de sus padres. Si un niño legítimo, o hijo legalmente reconocido pero ilegítimo ha nacido de un padre costarricense, ya sea dentro del territorio o en el extranjero, una declaración de elegir la nacionalidad costarricense presentada durante la minoría de edad del hijo, o una declaración presentada por el hijo después de alcanzar la mayoría de edad le transmitía la nacionalidad. Un niño nacido de una madre costarricense podía recibir una nacionalidad derivada similar solo si era ilegítimo y no reconocido por el padre. Si el padre era extranjero que luego reconocía al hijo, se perdía la nacionalidad costarricense, salvo declaración de elección hecha por el padre durante la minoría de edad o por el hijo cuando alcanzaba la mayoría de edad. Entre 1882 y 1885, Costa Rica desarrolló un código civil inspirado en el Código Civil chileno de 1857, el Código Napoleónico de 1804 y el Código Civil español de 1851. El Código Civil de 1885 exigía que las mujeres casadas se sometieran a la autoridad conyugal de su cónyuge, incluso donde él decidiera residir. Según el Código Civil de 1885, una madre solo podía aportar la nacionalidad o tener autoridad sobre los hijos ilegítimos.
Las disposiciones de la Ley de Extranjería y Naturalización, adoptada el 13 de mayo de 1889, incluían que una mujer costarricense casada con un extranjero perdía su nacionalidad si la nación de su esposo le otorgaba la nacionalidad derivada. También dispuso que una mujer extranjera que se casara con un costarricense derivaba automáticamente la nacionalidad de su esposo. Una esposa extranjera no podía naturalizarse independientemente sin su esposo; sin embargo, una mujer costarricense puede tener una nacionalidad individual diferente a la de su marido. Una mujer que había perdido su nacionalidad por matrimonio podía repatriarse si el matrimonio terminaba. Los requisitos eran que regresara a Costa Rica y declarara a los funcionarios su intención de residir en el país, renunciando a su nacionalidad anterior. Una mujer que había obtenido la nacionalidad costarricense a través del matrimonio podía renunciar a ella si el matrimonio terminaba y ella adquiría la nacionalidad en otro lugar. Bajo la Ley de Naturalización de 1889, los hijos menores de una padre extranjero que se naturalizó, o optó por renunciar a la nacionalidad costarricense, automáticamente derivaba su nueva nacionalidad. La nacionalidad perdida de esta manera podría recuperarse conforme a las disposiciones para la elección de la nacionalidad costarricense. Una madre no pudo cambiar la nacionalidad de sus hijos legítimos durante su matrimonio.
La Ley de Inmigración de 1942 prohibió específicamente como inmigrantes a la nación a las personas de ascendencia africana y asiática, especificando que los árabes, armenios, sirios y turcos estaban prohibidos, al igual que los gitanos y culíes. En 1949, Costa Rica desarrolló una nueva constitución que reconoció a las mujeres como elegibles para la ciudadanía por primera vez. Al año siguiente se aprobó la Ley de Opciones y Naturalizaciones para armonizar el derecho interno con las obligaciones en convenciones y tratados internacionales que Costa Rica había ratificado. Estos cambios igualaron las disposiciones para la ciudadanía derivada de los hijos de cualquiera de sus padres. La legislación dio trato preferencial en los requisitos de residencia a los nacionales de los países centroamericanos, latinoamericanos y españoles. Tenía disposiciones para que los cónyuges de costarricenses que perdieran la nacionalidad por matrimonio obtuvieran la nacionalidad costarricense y establecía que la nacionalidad no podía cambiarse sino por elección. Costa Rica se convirtió en signatario de la Convención Interamericana sobre la Nacionalidad de la Mujer en 1954 y en 1995 adoptó la Ley 7514, que hizo de la nacionalidad un derecho inalienable.